# シュードモナス・クロロラフィス
シュードモナス・クロロラフィス(Pseudomonas chlororaphis)とは、シュードモナス属の種の一つである、グラム陰性桿菌である。2000年に行われたシュードモナス属細菌の16S rRNA系統解析により、シュードモナス属の分類群の中にP. chlororaphisグループが設けられ、P. chlororaphisはそのグループの代表種に位置づけられた。

## 特徴
P. chlororaphisはグラム陰性で胞子非産生性の桿菌である。一つまたは複数の極鞭毛を持ち、運動性を持つ。
典型的な好気性従属栄養細菌であるが、Glyceria maxima(英語版)の根圏で脱窒を行う。P. chlororaphisはG. maximaと共生しており、G. maximaの根は根圏だけでなく、さらに離れた周囲の土壌にいるP. chlororaphisの生長を促進する。P. chlororaphisは根圏において同じ根圏微生物であるNitrosomonas europaeaと酸素分子の獲得で競合している。この競合は、各々の酸素の獲得速度よりも電子供与体の酸化速度によりコントロールされている。
P. chlororaphisは蛍光物質であるピオベルジンを分泌する。この蛍光物質は黄緑色の色素であり、寄主植物種の表面上で、栄養素としての鉄分が不足しているときに分泌する。

## 生物的防除への利用
農業や園芸に用いられる。植物の病原菌である特定の真菌に対して生物的防除効果がある。有効な病原性真菌には、Pythium aphanidermatum(温室で栽培する唐辛子の生長を阻害する真菌)やErwinia carotovora(タバコの葉の軟腐病[ 英: soft-rot ]の原因菌)がいる。
この細菌の抗真菌活性はフェナジンタイプの抗生物質の産生と、真菌の生長に必須の鉄分の固定による。フェナジンはきゅうり、唐辛子、トマトなどの多くの農作物の根腐れに対して効果がある抗生物質である。また、P. chlororaphisはサイトカイニンなどの植物生長促進および真菌抵抗性向上物質も産生する。
米国環境保護庁（EPA）によると、P. chlororaphisのいくつかの株が効果的な抗真菌剤として働くことがin situで見出されており、土壌に接種したときにもこの効果が利用できる。この細菌は、播種前に穀物の種子に接種することができ、ヨーロッパの11カ国以上で生物的防除剤として利用されている。P. chlororaphisの生物的防除活性は株により異なり、Lantmännen BioAgri AB社(スウェーデン)などは株の育種や接種方法の開発などの研究を行っている。

## アクリルアミドの生産
P. chlororaphisは工業用アクリルアミドの製造にも用いられている。ニトリルをアミドに加水分解するニトリルハイドラーゼを活発に産生する株が単離されている。生物学的なアクリルアミドの生産では化学的生産と比べてエネルギー(蒸気、電力、原材料を含む)は30%、二酸化炭素の排出量は7%低い。